# 일천

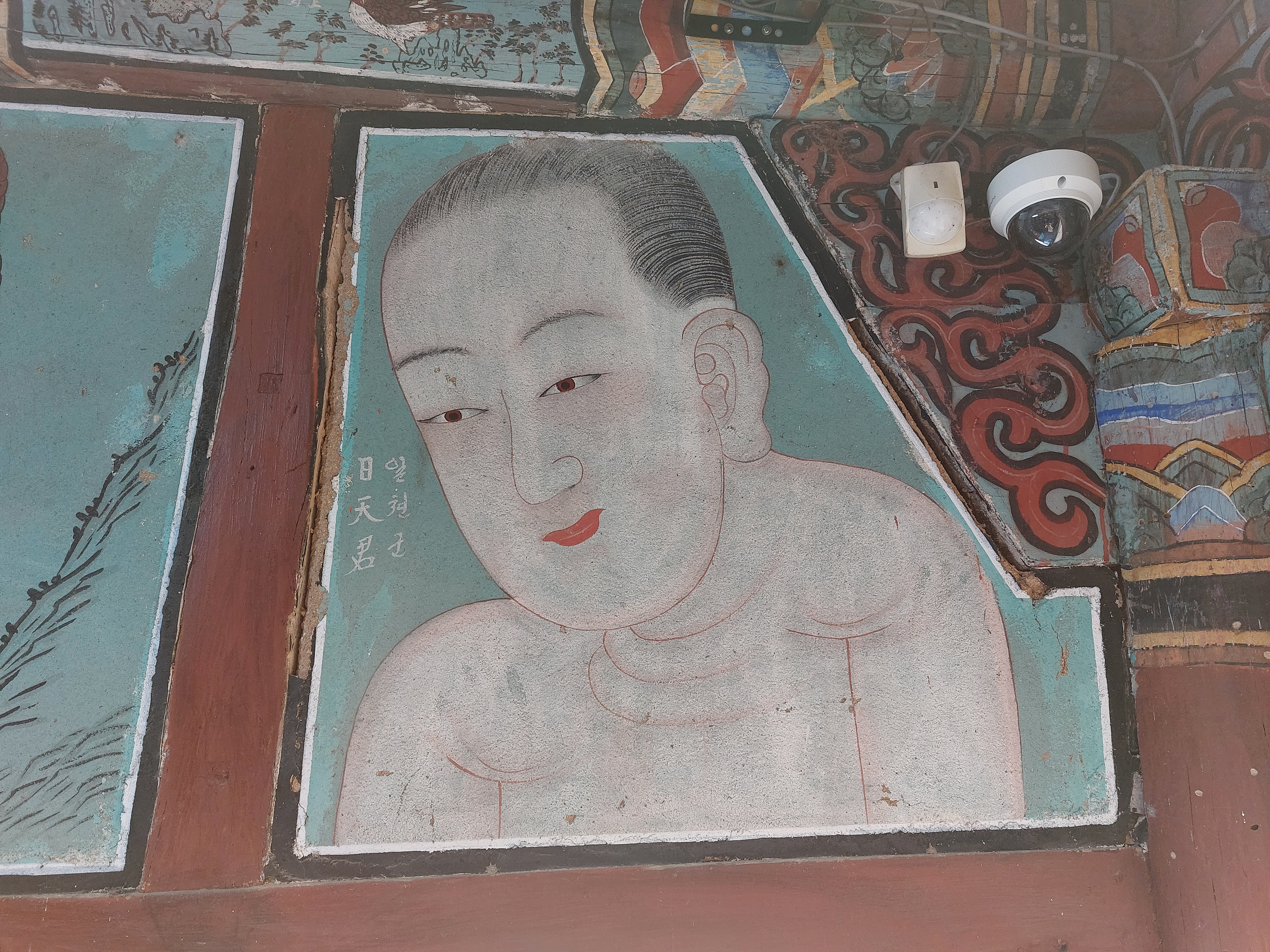
팔공산 동화사 영산전의 일천군 벽화

일천(日天, 산스크리트어: सूर्य 수리야)은 불교의 수호신인 천부 중 하나로 불교의 태양신이다. 힌두교의 태양신 수리야가 불교에 편입된 것으로서 십이천에 포함된다. 보통 일천군(日天君)이라고도 한다.
비로자나불이 "광명(光明)" 또는 "태양(太陽)"이라는 속성을 가져서, 종종 같은 존재로 오해하기도 한다.
여러 성중들과 마찬가지로 부처님의 설법에 감회되어, 부처님의 법을 따르는 사람들을 지켜주기로 맹세를 한다.